# Ralf Miggelbrink

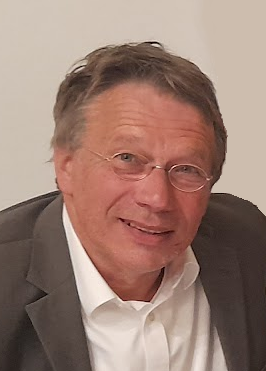
Ralf Miggelbrink (2022)

Ralf Miggelbrink (* 24. Februar 1959 in Dingden im Münsterland) ist Professor für Systematische Theologie an der Universität Duisburg-Essen in Essen.

## Leben
Miggelbrink studierte katholische Theologie, Philosophie, Germanistik und Pädagogik an der Westfälischen Wilhelms-Universität in Münster und wurde 1989 mit einer Arbeit über den Beitrag Karl Rahners zur Gotteslehre promoviert. Anschließend war er als Studienrat am katholischen Engelsburg-Gymnasium im nordhessischen Kassel tätig. 1999 wurde er an der Universität Innsbruck mit einer Arbeit über das biblische Motiv des Gotteszorns habilitiert. Seit 2001 hat er den Lehrstuhl für Systematische Theologie an der Universität Essen (mittlerweile: Duisburg-Essen) inne.
Miggelbrink ist verheiratet, hat drei Kinder und lebt mit seiner Familie in Warburg.

## Theologie
In seiner Dissertation setzt Miggelbrink den transzendental-theologischen Ansatz Karl Rahners mit offenbarungstheologischen Ansätzen, v. a. von Karl Barth, auseinander. Die Habilitationsschrift zum Zorn Gottes vermittelt exegetisches und systematisch-theologisches Denken. Inhaltlich bemühen sich beide Werke um eine angemessene Gottesrede.
Bei der Bestimmung des menschlichen Kontextes der Gottesrede nimmt Miggelbrink Elemente der dramatischen Theologie Raymund Schwagers sowie der Mimetischen Theorie René Girards auf und kommt so zu einer umfassenden Theologie der Gewalt und des Opfers.
Im weiteren Umfeld ökumenischer Fragestellungen erfolgten Veröffentlichungen zu den Themen Rechtfertigung, Ekklesiologie, Sakramenten- und dabei insbesondere Ehelehre.

## Werke
- Ekstatische Gottesliebe im tätigen Weltbezug: Der Beitrag Karl Rahners zur zeitgenössischen Gotteslehre (PDF-Datei; 9,27 MB), Altenberge 1989 (Münster, Univ., Diss.), ISBN 3-89375-014-2
- Der Zorn Gottes: Geschichte und Aktualität einer ungeliebten biblischen Tradition. Freiburg i. Br. u. a., 2000 (Innsbruck, Univ., Habil.-Schr., 1999) ISBN 3-451-27245-8
- Der zornige Gott: die Bedeutung einer anstößigen biblischen Tradition. Darmstadt 2002, ISBN 3-534-15582-3
- Einführung in die Lehre von der Kirche. Darmstadt 2003, ISBN 3-534-16321-4
- Der eine Gott. Christlicher Monotheismus des Bundes und der der Schöpfung. Münster 2006, ISBN 3-402-03504-9
- Lebensfülle. Für die Wiederentdeckung einer theologischen Kategorie. Freiburg 2009 (QD 235)
- 50 Jahre nach dem Konzil. Die Zukunft der katholischen Kirche. Paderborn 2012

## Ehrenamtliche Tätigkeit
- seit 2009: Mitglied im Warburger Club von Rotary International, 2017 als Präsident
- seit 2019: Vorsitzender des Warburger Vereins für Geschichte und Denkmalschutz